# Shaozhai
Shaozhai är en köping i nordvästra Kina. Den ligger i Lingtai härad i Pingliang i provinsen Gansu,  omkring 380 kilometer öster om provinshuvudstaden Lanzhou. Antalet invånare är 11 996. Befolkningen består av 5 958 kvinnor och 6 038 män. Barn under 15 år utgör 20,0 %, vuxna 15-64 år 69 %, och äldre över 65 år 10,0 %.